# آلبرت جی. جنکینز
آلبرت جی. جنکینز (انگلیسی: Albert G. Jenkins; ۱۰ نوامبر ۱۸۳۰ – ۲۱ مهٔ ۱۸۶۴) سیاست‌مدار، و وکیل اهل ایالات متحده آمریکا بود.